# 滋賀学園高等学校
滋賀学園高等学校（しががくえんこうとうがっこう）は、滋賀県東近江市建部北町にある私立高等学校である。

## 教育方針
- 誠実
- 忍耐
- 努力

## 教育目標
同志社大学および京都光華女子大学と高大連携し、出張講義のほかインターネットでの動画講義により大学の講義の楽しさ、おもしろさを学び大学進学率の向上を図る。
2004年度には3年間スーパー・イングリッシュ・ランゲージ・ハイスクールの指定を受けたのに伴い、徹底した英語教育を行った結果、県内英語スピーチコンテストでは優勝者を出した。
尚、中学二年生では夏休みにNZ海外研修があり、英語を重点とした教育をしている。

## 沿革
- 1933年（昭和8年） - 和服裁縫研究所を開設
- 1955年（昭和30年） - 滋賀県知事認可
- 1976年（昭和51年） - 八日市高等女子専門学校を開校
- 1984年（昭和59年） - 八日市女子高等学校を開校・被服科を設置
- 1990年（平成2年） - 八日市市布施町に滋賀文化短期大学（現びわこ学院大学短期大学部）を開校
- 1999年（平成11年） - 滋賀学園高等学校に名称変更。男女共学化
- 2003年（平成15年） - 滋賀学園中学校を開校
- 2004年（平成16年） - スーパーイングリッシュランゲージハイスクールに指定（～2006年度）
- 2009年（平成21年） - びわこ学院大学を開校
- 2021年（令和3年） - 滋賀学園中学校募集停止[1]
- 2024年（令和6年） - 滋賀学園高校に看護科と看護専攻科を新設予定[2]
- 2024年（令和6年） -滋賀学園中学校閉校

## 学科・コース
グローバル特進コース(旧II類)
- 文系コース
- 理系コース

III類
- 中高一貫コース

未来開進コース(旧I類)
- 総合進学コース
- 情報コース
- 福祉コース

S類
- アスリート躍進コース（硬式野球（男）・サッカー（男）・陸上競技（男女）・ソフトボール（女）・卓球（女）・バレーボール（女））

## クラブ活動
- 硬式野球部は、2009年夏（第91回）に滋賀県代表として初出場。2016年春（第88回）にも出場し、ベスト8（準々決勝）進出を果たした。2017年春（第89回）にも2年連続出場し、ベスト16（2回戦）進出を果たした。2024年夏（第106回）には15年ぶりに夏の大会に出場し、ベスト8（準々決勝）進出を果たした。
- 陸上競技部は男子が15回、女子が2回全国高等学校駅伝競走大会の滋賀代表となっている。また、全国高等学校陸上競技対校選手権大会においても5000mWで優勝。08年、アジアジュニア選手権、世界ユース選手権代表。
- 卓球部（女子）は全国高等学校卓球選手権大会に滋賀県代表として、12回連続出場を果たしている。また、全国高等学校選抜卓球大会にも連続10回出場をしている。

### 運動部
- 硬式野球（男）★ - 選抜高等学校野球大会  2回出場、全国高等学校野球選手権大会  2回出場
- サッカー（男）★
- 陸上競技（男女）★
- ソフトボール（女）★ - 高校総体 出場、選抜大会 3回出場
- 卓球（女）★
- バレーボール（女）★
- ラグビー
- 空手道
- 弓道
- 射撃
- 硬式テニス
- バドミントン
- チアリーディング
- バスケットボール

### 文化部
- 書道
- 吹奏楽/ジャズオーケストラ
- 美術
- コンピュータ
- ボランティア
- ESS
- メディア研究

★は強化指定部

## 著名な出身者
- ジョン・カリウキ - 2004年度高等学校卒業。陸上競技選手
- 井川翔 - 2016年度高等学校卒業。プロ野球選手
- 宮城滝太 - 2018年度高等学校卒業。プロ野球選手
- 鈴木蓮 - 2022年度高等学校卒業。プロ野球選手
- 落合晃 - 2024年度高等学校卒業[3]。陸上競技選手、在学中に800メートル競走日本記録を樹立[3]

## 中学校生徒募集停止
- 2021年（令和3年）3月と5月の2回に渡って理事会・評議員会により、2022年度（令和4年度）から中学校の募集停止を決定。12歳の人口の減少と公立中学への進路意向の強い地域性が主な理由である[4]。

## いじめ問題
中学校において、2021年に女子生徒の一人が、同級生から継続的にいじめを受けるようになり、この年の12月から不登校となり、2023年7月現在も不登校が続いている。しかし同校は、翌2022年に滋賀県には報告したものの、いじめ防止対策推進法に基く第三者委員会による調査を、1年間実施していなかったことが、2023年になって判明。保護者からの要請を受け、2023年2月になって漸く第三者委員会を設置した。